# Novo Cruzeiro
Novo Cruzeiro é um município brasileiro do estado de Minas Gerais. Localiza-se no Vale do Jequitinhonha. Sua população recenseada em 2022 era de 26 975 habitantes.
Distante da capital a 494 km, possui um patrimônio histórico preservado, como o antigo leito da Estrada de Ferro Bahia e Minas.
O município acabou ganhando seu nome atual, Novo Cruzeiro, devido uma votação popular para troca do nome antigo, Vila Gravatá, nome que carregava quando fazia parte do município de Araçuaí, isso até o ano de 1943. Seu nome advém da moeda que foi adotada no Brasil em 1942.

## História
Novo Cruzeiro foi fundado em 1917 por Anastácio Roque Esteves, que junto ao seu irmão Manoel Esteves de Lima se estabeleceu às margens do Ribeirão São Bento, um afluente do Rio Gravatá. A cidade se originou de uma fazenda, que era chamada de Fazenda Santa Maria do Ribeirão da Pedra. Novo Cruzeiro também já se chamou Vila Gravatá e São Bento.  Não há indícios de que a cidade foi habitada por indígenas. 
Novo Cruzeiro se emancipou em 1944. O nome foi inspirado na então moeda do país, que havia acabado de ser alterada de mil réis para Cruzeiro. O nome foi sugerido pelo Sr. Olímpio Alves. 
A estação de São Bento foi fundada em 1924, e em 1940 teve seu nome alterado para Estação Novo Cruzeiro. A Estação Ferroviária Bahia-Minas foi fundada em 1881, e progressivamente sendo conectada ao nordeste mineiro, até ser extinta em 1966. 